# Polygonia interrogationis
Polygonia interrogationis (Fabricius, 1798) è un lepidottero appartenente alla famiglia Nymphalidae, diffuso in America Settentrionale.